# Mythicomyia minuscula
Mythicomyia minuscula är en tvåvingeart som beskrevs av Axel Leonard Melander 1961. Mythicomyia minuscula ingår i släktet Mythicomyia och familjen svävflugor. Inga underarter finns listade i Catalogue of Life.